# The Penguin Lessons
The Penguin Lessons är en brittisk dramakomedifilm som hade premiär på Toronto International Film Festival den 6 september 2024. Filmen är regisserad av Peter Cattaneo efter ett manus skrivet av Tom Michell och Jeff Pope.
Filmen hade biopremiär i Sverige den 18 april 2025.

## Handling
Filmen handlar om den buttre engelskläraren Tom som får en efterhängsen pingvin på halsen, som han räddat från oljespill. Pingvinen blir elevernas favorit, och charmar alla från Toms excentriska kollega till rektorn.

## Rollista (i urval)
- Steve Coogan – Tom Michell
- Björn Gustafsson
- Jonathan Pryce